# Tomáš Beňovič
Tomáš Beňovič (* 16. dubna 1988, Trenčín) je bývalý slovenský hokejista, který na profesionální úrovni nastupoval za BK Mladá Boleslav a HC Slavia Praha v Extralize ledního hokeje.

## Kluby podle sezon
- 2003/2004 HC Dukla Trenčín (U18)
- 2004/2005 HC Dukla Trenčín
- 2005/2006 HC Dukla Trenčín
- 2006/2007 HK 95 Považská Bystrica (1. slovenská liga), HC Dukla Trenčín (U20)
- 2007/2008 American Int'l College (NCAA)
- 2008/2009 American Int'l College
- 2009/2010 American Int'l College
- 2010/2011 American Int'l College
- 2011/2012 BK Mladá Boleslav (Extraliga), HC Medvědi Beroun 1933 (1. liga)
- 2012/2013 HC Slavia Praha, HC Medvědi Beroun 1933
- 2013/2014 HC Slavia Praha, HC Medvědi Beroun 1933
- 2014/2015 HC Slavia Praha, HC Havlíčkův Brod (1. liga)